# Alphonse de Châteaubriant
Alphonse Van Bredenbeck de Châteaubriant fr: alfɔ̃s van bʀedɛnbɛk də ʃɑtobʀiɑ̃, (ur. 25 marca 1877 w Rennes we Francji, zm. 2 maja 1951 w Kitzbühel w Austrii) – francuski arystokrata, pisarz, eseista, zwolennik idei regionalistycznej, założyciel i przywódca Grupy "Collaboration" podczas II wojny światowej.

## Życiorys
Pochodził ze znanego francuskiego rodu arystokratycznego. Miał zrobić karierę wojskową, dlatego ukończył prestiżową uczelnię wojskową École Spéciale Militaire de Saint-Cyr. Ostatecznie wybrał jednak rolę pisarza. Zadebiutował w 1908 powieścią pt. "Le Baron de Puydreau". W 1911 za inną powieść pt. "Monsieur de Lourdines" zdobył nagrodę literacką Prix Goncourt. Brał udział w I wojnie światowej. Po jej zakończeniu kontynuował karierę literacką. W 1923 dostał kolejną nagrodę Grand prix du roman przyznawaną przez Akademię Francuską. Wyznawał wówczas idee regionalistyczne, wiążąc się z Bretońską Unią Regionalistyczną. Z czasem jego poglądy stały się pro-faszystowskie i pro-niemieckie. Po wizycie w Niemczech w 1935 został gorącym wielbicielem Adolfa Hitlera i narodowego socjalizmu. W maju 1937 opublikował książkę pt. "La Gerbe des forces", w której promował ideologię hitlerowską w połączeniu z chrystianizmem. Po zajęciu Francji przez wojska niemieckie w czerwcu 1940, podjął kolaborację z okupantami. 24 września tego roku założył w Paryżu Grupę "Collaboration", grupującą intelektualistów oraz ludzi sztuki i nauki. Poparła ona rząd Francji Vichy i rewolucję narodową głoszoną przez marszałka Philippe'a Pétaina. Jednocześnie A. de Châteaubriant redagował kolaboracyjne pismo polityczno-literackie pt. "La Gerbe". W poł. 1941 wraz z innymi czołowymi kolaborantami francuskimi został członkiem Komitetu Centralnego LVF, prowadzącego akcję werbunkową do Legionu Ochotników Francuskich przeciw Bolszewizmowi. W 1944, kiedy wojska alianckie zaczęły wyzwalać ziemie francuskie, uciekł do Niemiec. Utworzył tam Komitet Narodowy Pisarzy (Comité national des écrivains). Po zakończeniu wojny przedostał się do Austrii, gdzie żył pod fałszywym nazwiskiem Alfred Wolf aż do śmierci w klasztorze w Kitzbühel.

## Twórczość
- 1908 – "Le Baron de Puydreau"
- 1909 – "Monsieur de Buysse"
- 1911 – "Monsieur des Lourdines"
- 1923 – "La Brière"
- 1927 – "La Meute"
- 1933 – "La Réponse du Seigneur"
- 1937 – "La Gerbe des forces"